# ATP6V0C
ATP6V0C (англ. ATPase H+ transporting V0 subunit c) – білок, який кодується однойменним геном, розташованим у людей на короткому плечі 16-ї хромосоми. Довжина поліпептидного ланцюга білка становить 155 амінокислот, а молекулярна маса — 15 736.
| 10         |  | 20         |  | 30         |  | 40         |  | 50         |
| ---------- |  | ---------- |  | ---------- |  | ---------- |  | ---------- |
| MSESKSGPEY |  | ASFFAVMGAS |  | AAMVFSALGA |  | AYGTAKSGTG |  | IAAMSVMRPE |
| QIMKSIIPVV |  | MAGIIAIYGL |  | VVAVLIANSL |  | NDDISLYKSF |  | LQLGAGLSVG |
| LSGLAAGFAI |  | GIVGDAGVRG |  | TAQQPRLFVG |  | MILILIFAEV |  | LGLYGLIVAL |
| ILSTK      |  |            |  |            |  |            |  |            |

A: Аланін

D: Аспарагінова кислота

E: Глутамінова кислота

F: Фенілаланін

G: Гліцин

I: Ізолейцин

K: Лізин

L: Лейцин

M: Метіонін

N: Аспарагін

P: Пролін

Q: Глутамін

R: Аргінін

S: Серин

T: Треонін

V: Валін

Задіяний у таких біологічних процесах, як взаємодія хазяїн-вірус, транспорт іонів, транспорт, транспорт протонів. 
Локалізований у мембрані.